# Зигмунт Козловський

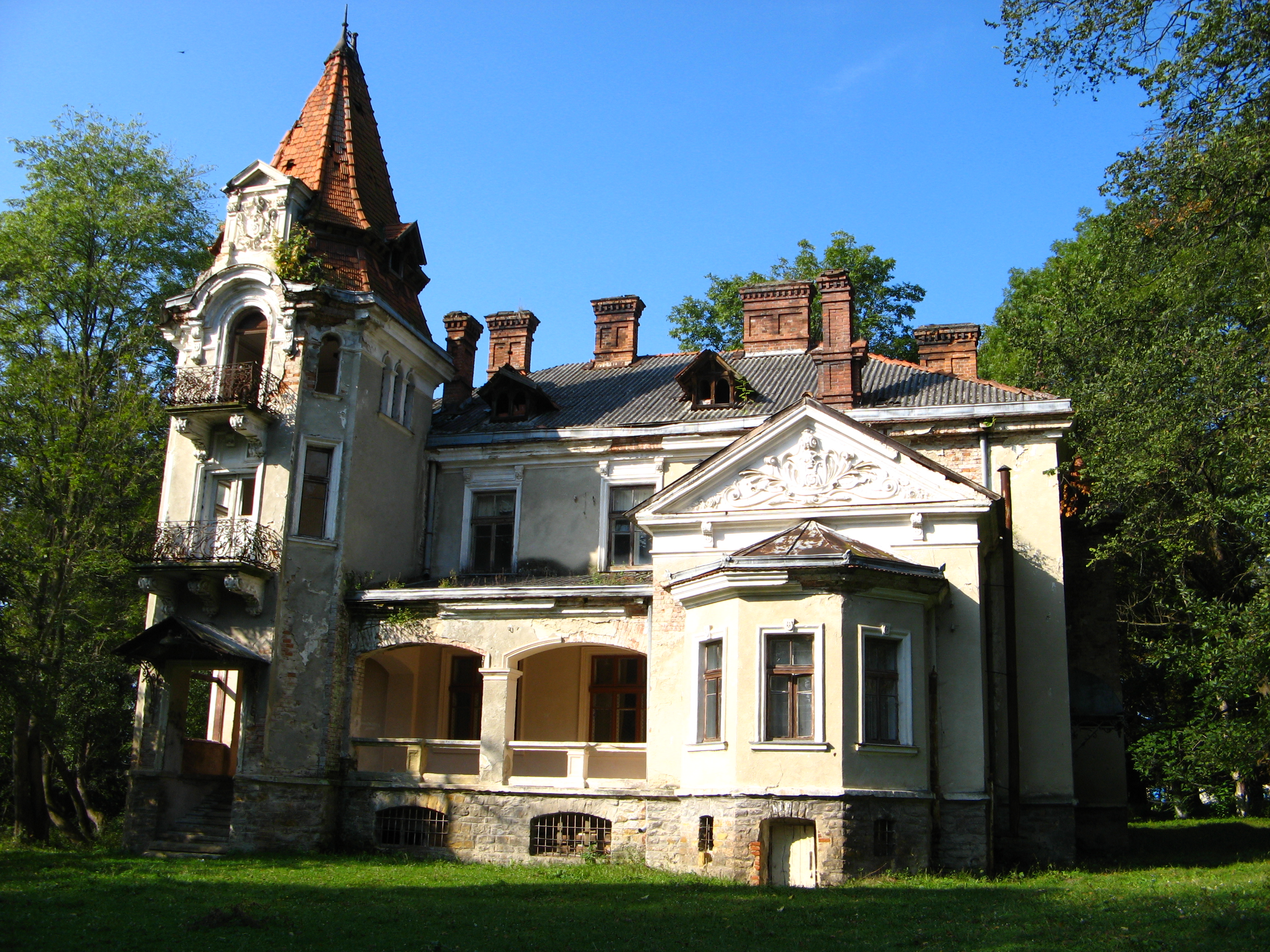
Палац у Заблотцях

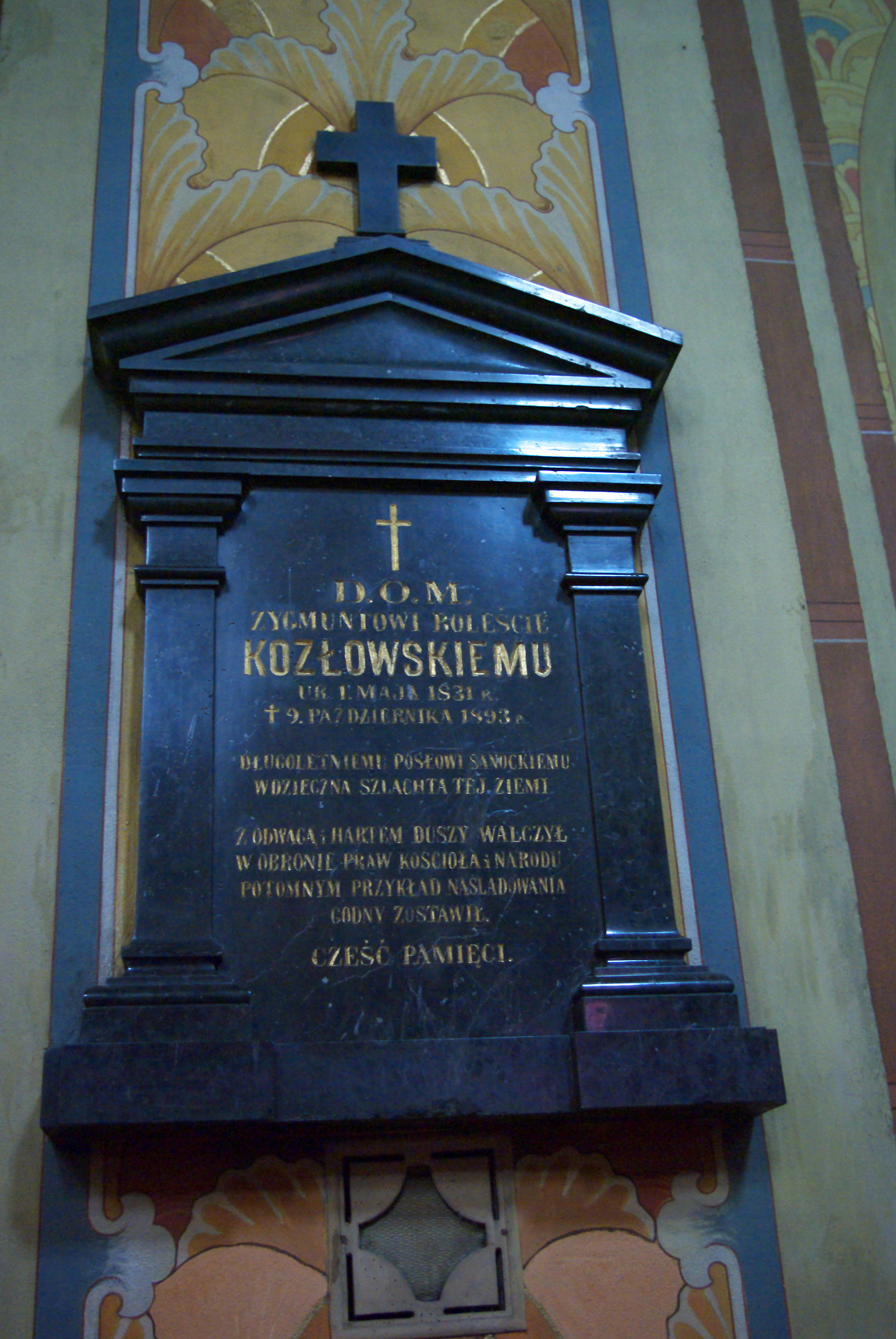
Епітафія Зигмунта Болести Козловські в парафіяльній церкві в Сяноку

Зигмунт Філіп Якуб Валентій Болеста-Козловський з Козлова герба Ястшембець (1 травня 1831, Малява — 9 жовтня 1893, Львів) — польський поміщик, економічний діяч і підприємець, галицький політик, член Державна рада та Галицького сейму.

## Біографія
Зигмунт Філіп Якуб Валентій Болеста-Козловський народився 1 травня 1831 року в Малаві   . Був онуком Антонія Козловського (1729—1801 рр., військовий, поміщик) та сином Анастазія Козловського (1778—1856 рр., військовий, галицький державний діяч, власник маєтку) та його другої дружини Ружі, уродженої Країнської, гербу Єліта (померла 1876 р.). Його братами і сестрами були: Броніслава (1825 р.н., дружина барона Северина Долінянського), Влодзімєж (офіцер австрійської армії до 1846 р., воював в Угорщині в 1848 р., оселився в Туреччині, де помер у 1858 р.) . Його зведеними братами і сестрами були: Тирсис (спадкоємець Юречкової, офіцер Листопадового повстання 1831 р., вигнанник, помер у 1860 р. в Малаві як холостяк), Брунон (офіцер Листопадового повстання 1831 р., помер 1847 р. у Перемишлі як холостяк) та Амелія (померла 1850 р., спадкоємиця Юречкової, дружина Миколи Корвіна — листопадового повстанця, капітана польського війська)  . Його дядьком був Мауріцій Країнський, а двоюрідним братом — Северин Смаржевський .
Освіту здобув у школі-інтернаті отців єзуїтів у Львові, після чого вивчав філософію в Ягеллонському університеті та право у Віденському університеті . Наприкінці життя батька став спадкоємцем і адміністратором родових маєтків у селах: Лещавка (з близько 1856 р.), Малава (з близько 1857 р.) , Рожубовіце (приблизно з 1857 р.)  , Станіславчик (приблизно з 1857 р.) , Заблоце, Цешин, Шуфнарова .
З 1950-х років був активним членом Галицького господарського товариства . На основі його задумів у 1856—1861 роках організацію було децентралізовано, створивши місцеві відділення . Потім входив до таких осередків ГТГ: Перемишльсько-Мосцісько-Яворовський (з кінця 1960-х), Перемишльсько-Мосцісько-Яворів-Бірецький (з середини 1970-ті рр.), Ярослав (приблизно з 1881 р.), Ярослав-Ланьцут (приблизно з 1888 р.) . Він був одним із перших членів Сільськогосподарського товариства з 1856 року . Був серед засновників Товариства взаємного страхування . Він також належав до Галицького земельно-кредитного товариства, а на зламі 1960-1970-х років він був делегатом загальних зборів .
Після вибуху Січневого повстання 1863 р. Східно-Галицький комітет направив до Угорщини для обговорення поставок зброї до Галичини, де мала бути організована допомога для бойових дій. Підтримки з боку угорців не було, але на користь повстання виступила і дружина Козловського, внаслідок чого вона страждала від проблем зі здоров'ям і померла .
Займався політичною діяльністю. Його наставниками були дядько Маурицій Країнський і Леон Сапега . Вважався консервативним політиком . Був депутатом Крайового сейму у Львові 1-го терміну (тривав у 1861—1867 рр., під час якого 1865 р. був обраний на проміжних виборах замість Адама Станіслава Сапеги в 1-й курії з більших маєтків с. Перемишльщина), 2-а (1867—1867) 1869, в 1-й курії з більших маєтків Сяноцького повіту), 5-а (за терміну посади 1882—1889 рр. в 1-й курії Теофіла Журовського спочатку був обраний з більших маєтків Сяноцького повіту, який пішов у відставку 6 жовтня 1883 р., оскільки був обраний у Ліську; його замінив Зигмунт Козловський, який пішов у відставку 16 жовтня 1884 р., але був переобраний 29 жовтня., 1885 і служив до 1889), VI (1889—1893), у першій курії більших маєтків Сяноцького повіту ; після його смерті Ян Дуклан Слонецький був обраний 20 грудня 1893 року)  . Одночасно він також був обраний депутатом Державної ради у Відні від 1-ї курії поміщиків (Перемишльський повіт), що засідав у складі І (1865 р., тоді депутатів призначав Крайовий сейм), II. (1867—1870, обраний з групи більших маєтків у повіті Саноцький), травень (1873—1879, з 1-ї курії більших маєтків, Перемишльсько-Ярославський повіт) і VI (1879—1885 рр., з 1-ї курії більших маєтків, Перемишльсько-Ярославський повіт)  . У віденському парламенті належав до польського кола . Був членом центральної комісії з контролю за державними боргами   . У 1879 році була опублікована його публікація, Доповідь Зигмунт Козловського на парламентську діяльність в польському Колі і Державний раді у Відні, а також слуханнях зборів виборців великих маєтків Перемишлі-Ярослав району від 3 березня 1879 р та відкритий лист до виборців Перемишльсько-Ярославського району . Більше того, близько 1867—1870 рр. він входив до перемишльської повітової ради, обраної з групи більших маєтків (представляючи Рожубовіце) .
У 1868 році разом з Адамом Потоцьким він отримав концесію на будівництво Галицько-Угорської залізничної лінії . В органах ЦК І Угорсько-Галицької залізної дороги входив до наглядової ради (приблизно з 1872 по 1876 рр.), член наглядової ради. наглядова рада та член відділу управління (приблизно з 1876 по 1880 рік), віце-президент наглядової ради та член відділу дирекції (з 1880 по 1893 рр., у тому числі друга з цих функцій приблизно з 1882 по 1885 рік, включаючи звіти керівника відділу) . Перебуваючи в її дорадчій раді (до складу якої в основному входили німці та угорці), він поставив умову, щоб люди, зайняті в галицькій секції, були лише з його співвітчизників, які проживали на цій території (до того часу залізничниками були робітники з Німеччини та Чехії) провінції Австрійської монархії).
22 вересня 1857 р. одружився в Кшивчій . Габріела Северина Олександра Старженяська, герба Ліс (1839—1864, дочка офіцера польського війська, граф. Адам із Кшивчі та Гдичини та граф. Целіна Баденська, герб Боньча    . Єдиним їх нащадком був Влодзімєж (1858—1917, доктор права, також депутат Галицького сейму та Державної ради, власник Заблоця)  . Після смерті дружини Зигмунт Козловський майже 30 років прожив у вдівстві. До кінця життя проживав у будинку на Бражеровській, 14 у Львові.
Помер 9 жовтня 1893 року у Львові, через два тижні після нападу апоплексії . Після обрядів у львівському костелі св. Анна похований в Заблотці поблизу Ніжанковиц 14 жовтня 1893 року . Там він похований у підвалі новозбудованої родинної надгробної каплиці, зведеної за садибою на пагорбі . На організованому в цьому місті похороні були присутні кілька сотень учасників, у тому числі граф Казімєж Бадені, о. Адама Сапеги, народних депутатів, власників майна, підприємців, представників духовної сфери, а також сільського населення, а панахиду відслужив єпископ-суфраган Якуб Глейзер.
У спогадах у " Gazeta Lwowska " його назвали однією з видатних постатей у парламентському та політичному житті . Як засновник угорсько-галицької залізниці вважався заслуженою особою перед Сяноцькою та Перемишльською землями . У церкві Преображення Господнього в Сяноку помістили епітафію, присвячену Зигмунту Болесту Козловському. Його фінансувала шляхта Сяноцького краю; напис: «D.O.M. Зигмунт Болеста Козловський нар. 1 травня 1831 † 9 жовтня 1893 року Шляхта цієї землі вдячна багаторічному депутату від Сянока. З мужністю і силою духу він боровся на захист прав церкви і нації, залишив приклад наслідування для нащадків. Привіт пам'ять» .
Нині каплиця-усипальниця родини Козловських знаходиться в районі села Малговіце, на польській стороні кордону з Україною. Будівля була зруйнована наприкінці Другої світової війни, у тому числі розміщені в ній саркофаги та труни.